# مايك ريتشارد
مايك ريتشارد هو لاعب هوكي الجليد كندي، ولد في 9 يوليو 1966 في سكاربورو، تورنتو في كندا.

## وصلات خارجية
- مايك ريتشارد على موقع دوري الهوكي الوطني (الإنجليزية)
- مايك ريتشارد على موقع قاعة مشاهير الهوكي (لاعب أن.إتش.أل) (الإنجليزية)
- مايك ريتشارد على موقع EliteProspects.com (الإنجليزية)
- مايك ريتشارد على موقع HockeyDB.com (الإنجليزية)
- مايك ريتشارد على موقع Hockey-Reference.com (الإنجليزية)